# Pachay
El pachay o pachai es un platillo típico originario de la cultura maya q'eqchi´. En Guatemala, usualmente, se prepara en los municipios de El Estor y Livingston del departamento de Izabal. Consiste en prepararse un tipo de carne al vapor siendo esta rellena y acompañada de achiote , chile pimiento, chile cahabonero y samat. Dependiendo en el tipo de pachay que se desea preparar, este puede ser de pescado, comúnmente se utilizan tilapias u otros pescados de río; de chicharrones de cerdo o de vísceras de cerdo y/o res. Se suele servir con arroz y una ensalada de lechuga, tomate y cebolla. La carne suele ser sazonada con cebolla, pimienta y ajo y necesariamente debe ser envuelta en hojas de Santa María mientras se cocina al vapor.. También se puede envolver en hojas de plátano, pero esta no se puede consumir a diferencia de la hoja de Santa María. 

## Características
El pachay tradicional es el de pescado, pero independientemente de la variación que sea, la carne se envuelve en hojas de Santa María, también conocida como Hierba Santa; esta hoja es el detalle que otorga su sabor y aroma característico a este platillo. Algunos pueblos descendientes de los mayas aún acostumbran a cocinar el pescado enterrándolo bajo una fogata y así este se cuece al vapor de las brazas.

### Variaciones de pachay o pachai
Pachay de pescado
Es un platillo que consiste en un pescado relleno con achiote, chile pimiento, chile cahabonero y samat cocinado al vapor envuelto en hojas de Hierba Santa. Se cocina con tilapias o pescados de río y suele ser acompañado con arroz y ensalada de lechuga, tomate y cebolla. 
Pachay de chicharrones
Este platillo presenta los mismos ingredientes y el mismo proceso de preparación que el pachay de pescado a diferencia que se sustituye la proteína por chicharrones de cerdo. 
Pachay de visceras de cerdo y/o res
Este platillo presenta los mismos ingredientes y el mismo proceso de preparación que el pachay de pescado a diferencia que se sustituye la proteína por vísceras de cerdo y/o res. 